# Pagne raphia dida
Le Pagne raphia Dida ou Pagne  Dida est un pagne fabriqué à partir de fibre de raphia. Il  représente un symbole de l’identité culturelle des communautés Dida et Godié vivant au sud-ouest de la Côte d'Ivoire.

## Historique
Ce pagne, est constitué à partir des fibres des feuilles du palmier raphi, un arbre des zones tropicales humides. Le processus pour le fabriquer débute par la récolte des feuilles du raphia, ensuite le battage suivi du séchage et enfin le tissage des fibres pour obtenir un tissu dur et souple de couleur blanche. C’est ce tissu qui est badigeonné de différentes couleur telle que le marron,,.

## Aspects culturels et sociaux
Le pagne  Dida, qu’on appelle aussi « Lougbélokwoué » ou « Gnigbelilokuhe », n’est pas juste un tissu. Il représente l’identité, la culture et l’héritage de la personne qui le porte. On le met surtout lors des cérémonies, des mariages, des fêtes religieuses, des baptêmes et des réceptions importantes.
Hommes et femmes le portent de manières différentes. Les hommes s’en drapent avec un bout qui tombe sur l’épaule gauche, ce qui montre leur élégance. Les femmes, elles, portent une partie du pagne comme un haut, et attachent l’autre autour de la taille jusqu’à mi-cuisse,.

## Tradition et modernité
Le pagne en raphia fait encore partie de certaines traditions. Mais comme les autres pagnes, il subit l’influence du reste du monde et de l’industrialisation, ce qui change sa façon d’être fabriqué et utilisé. Pourtant, il continue d’être fabriqué à la main, de manière artisanale. C’est ce qui lui permet de rester un trésor culturel.

## Désaccords
Le pagne raphia des Dida est souvent au centre de disputes entre les Dida et leurs voisins, les Bété, surtout pour connaitre sa paternité. Les Bété, qui utilisent également ce pagne, s’en sont approprier.

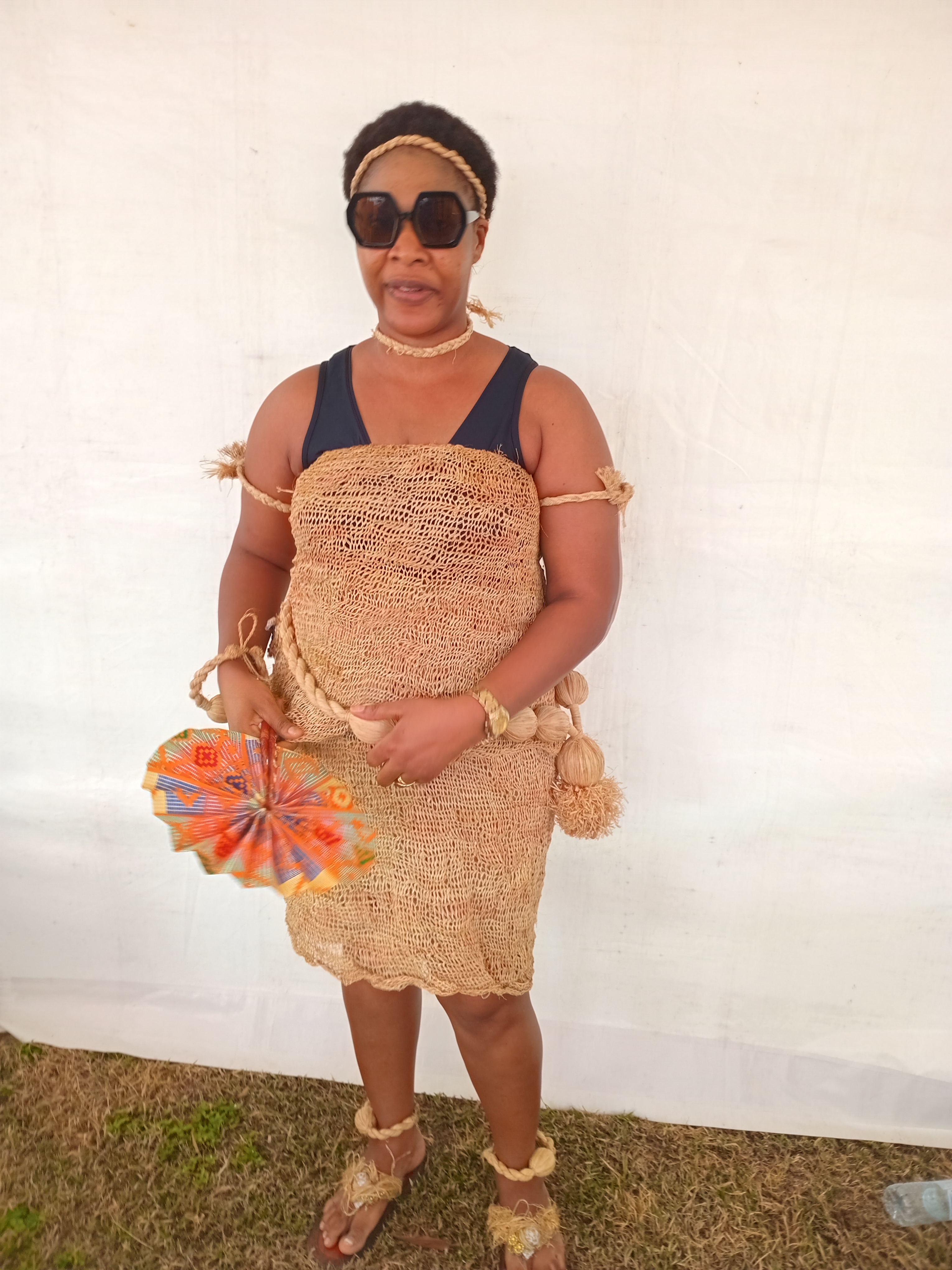
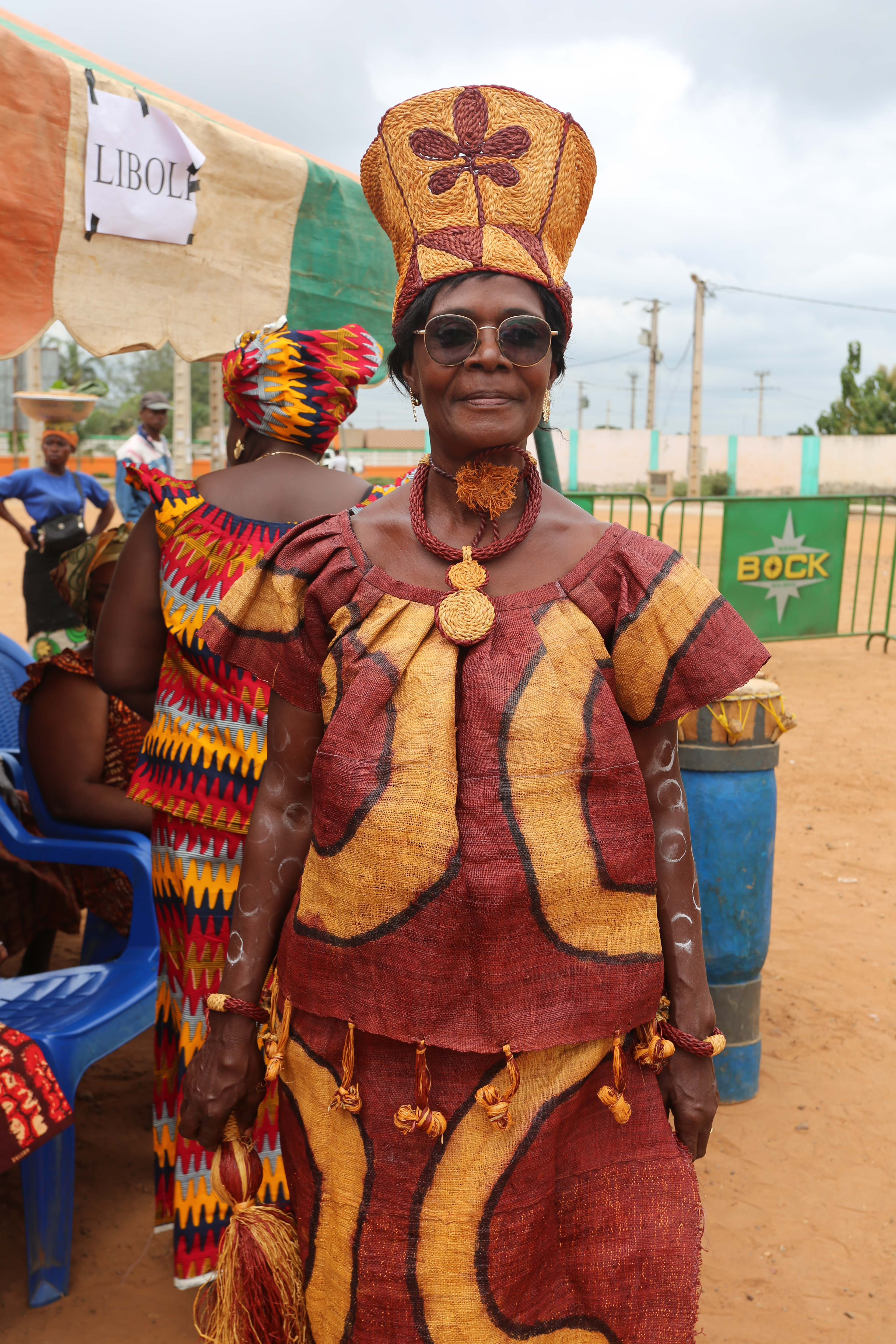
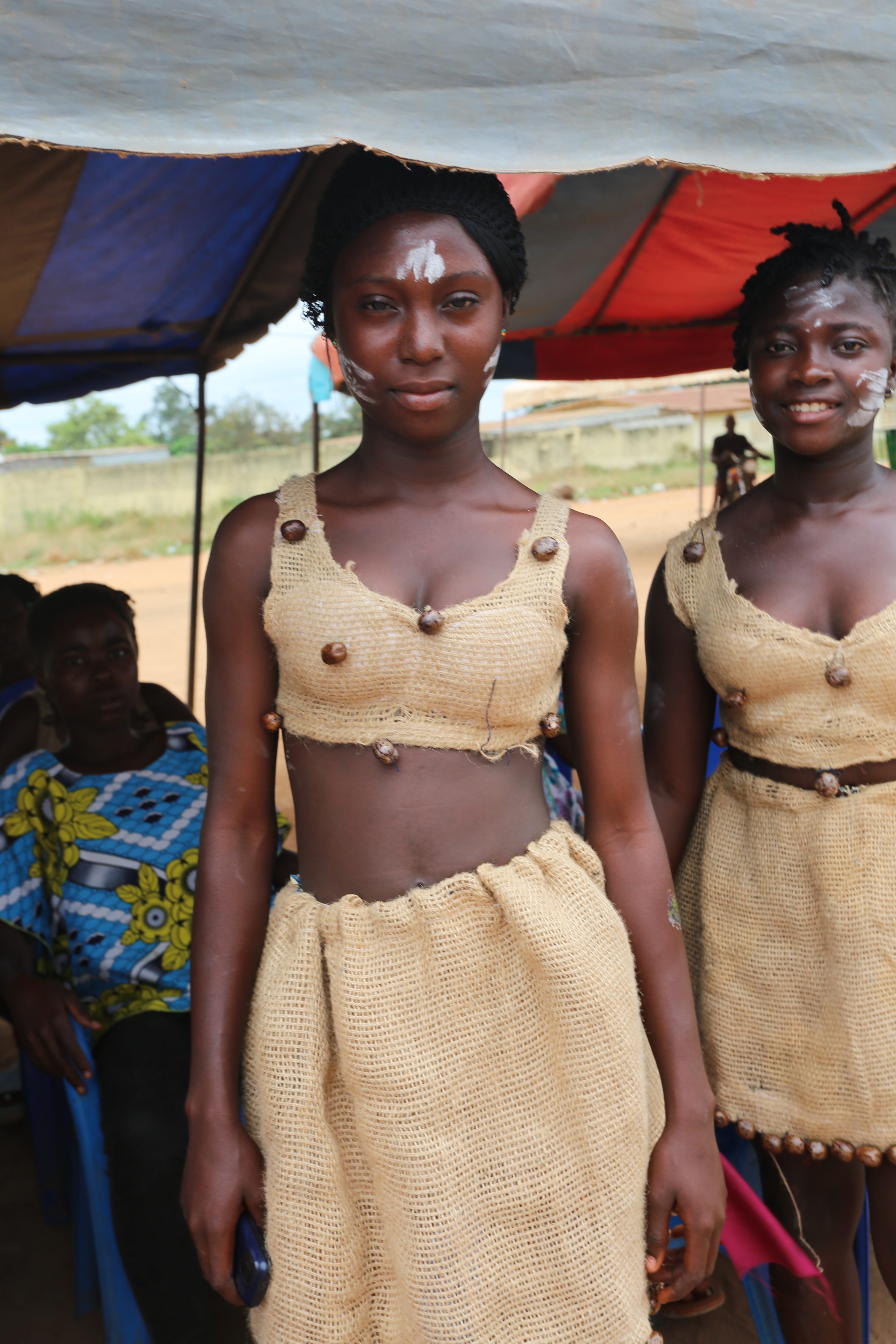
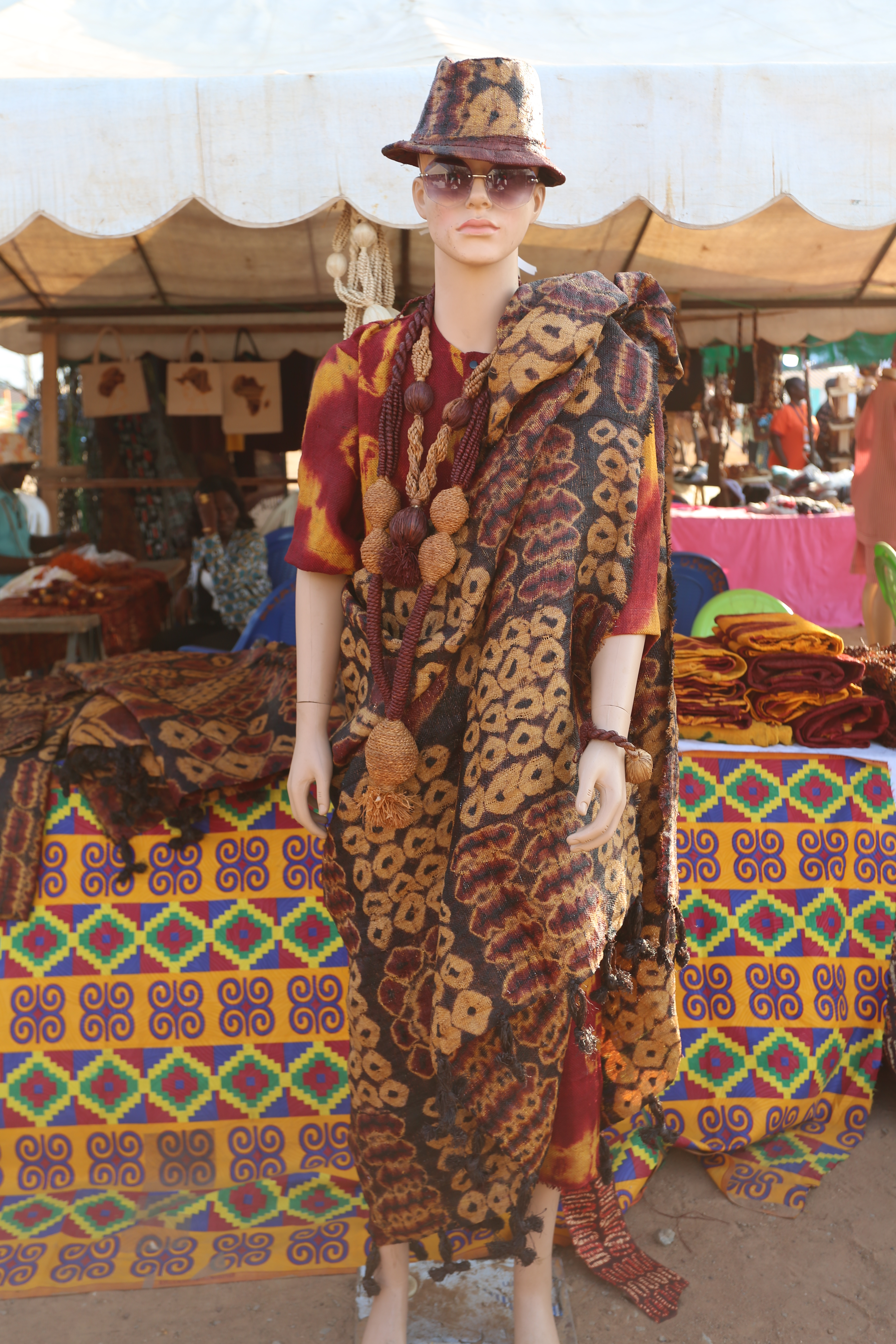

Le pagne raphia des Dida est un symbole culturel. Il montre la beauté et l’identité du peuple Dida, tout en reflétant leurs habitudes et leurs traditions,.